# Темплин, Жан
Жан Темплин (фр. Jean Templin, урождённый Януш Темплин пол. Janusz Templin; 14 декабря 1928, Барановичи, Польская Республика — 23 ноября 1980, Вандёвр-ле-Нанси, Франция) — французский футболист, нападающий. Автор одного из забитых голов в финале первого розыгрыша Кубка европейских чемпионов.

## Биография
Родился в 1928 году на территории современной Беларуси, в городе Барановичи (тогда — Новогрудское воеводство Польской Республики).
Начинал игровую карьеру во французском любительском клубе «Вильфранш Божоле». В 1950 году перешёл в клуб высшей лиги «Реймс». В составе «Реймса» сыграл более 150 матчей и дважды становился чемпионом Франции, а также выиграл Латинский кубок в 1953 году. В сезоне 1955/56 вместе с клубом был участником первого розыгрыша Кубка европейских чемпионов, где дошёл до финала, в котором «Реймс» уступил испанскому клубу «Реал Мадрид» со счётом 3:4, а сам Темплин стал автором второго гола своей команды на 10-й минуте матча. После окончания сезона покинул «Реймс» и в сезоне 1956/57 выступал за другой клуб Лиги 1 «Ланс». В 1957 году перешёл в «Нанси», с которым в том же сезоне стал победителем Лиги 2, но после одного сезона в Лиге 1, вернулся во вторую лигу. Завершил карьеру по окончании сезона 1959/60.

## Достижения
«Реймс»
- Чемпион Франции:  1952/1953, 1954/1955
- Обладатель Суперкубка Франции: 1955
- Обладатель Кубка Шарля Драго: 1954
- Обладатель Латинского кубка: 1953
- Финалист Кубка европейских чемпионов: 1955/56

«Нанси»
- Победитель Лиги 2: 1957/58